# Streer von Streeruwitz

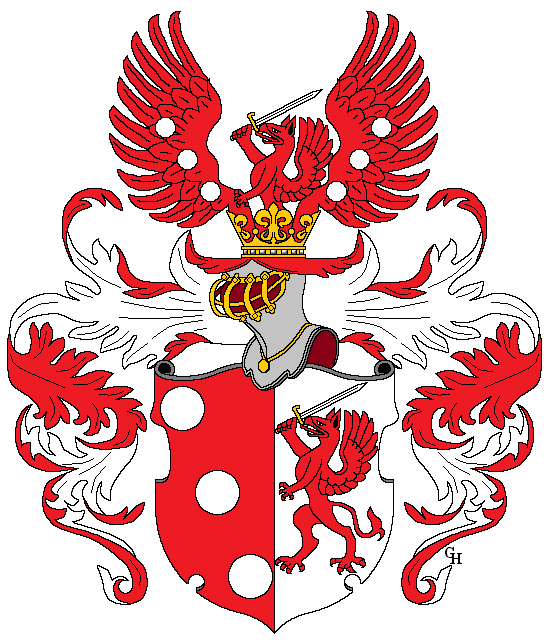
Wappen der Streer von Streeruwitz (1748)

Die Streer von Streeruwitz sind eine aus Stříbro (deutsch Mies) in Westböhmen stammende Familie, die 1743 in den Adelsstand und 1748 zu Böhmischen Rittern erhoben wurde.

## Geschichte
Die Streer wanderten aus Friesland nach Böhmen. Josef Streer, städtischer Rentmeister in Mies, wurde am 15. Juni 1743 nobilitiert und am 20. April 1748 als Primator der Stadt Mies in den Böhmischen Ritterstand mit dem Prädikat „von Streeruwitz“ erhoben. Die Familie war in Mies begütert. Adolf Streer von Streeruwitz studierte Rechtswissenschaften und war ab 1864 bis zu seinem Tod Bürgermeister von Mies. Zudem wurde er in den Böhmischen Landtag und den Reichstag gewählt. Sein Sohn Ernst Streeruwitz war ebenfalls österreichischer Politiker der Christlichsozialen Partei und wurde 1929 wenige Monate Bundeskanzler.

## Wappen
- Wappen gespalten, vorne in Rot schrägrechts hintereinander drei silberne Kugeln, hinten in Silber ein roter Greif ein Schwert in der rechten Vorderkralle haltend. Auf gekröntem Helm mit offenem, rotem Flug mit je drei silbernen Kugeln schräg einwärts belegt, dazwischen der rote Greif mit Schwert wachsend. Helmdecken rot-Silber.

## Persönlichkeiten
- Adolf Streer von Streeruwitz (1828–1890), Jurist und Politiker
- Ernst Streeruwitz (1874–1952), Manager, österreichischer Politiker und 1929 einige Monate Bundeskanzler
- Marlene Streeruwitz (geb. Wallner) (* 1950), österreichische Schriftstellerin.